# هاوزووا
هاوزووا (به لاتین: Havzova) یک منطقه مسکونی در جمهوری آذربایجان است که در شهرستان لنکران واقع شده‌است. هاوزووا ۲٬۲۴۰ نفر جمعیت دارد.

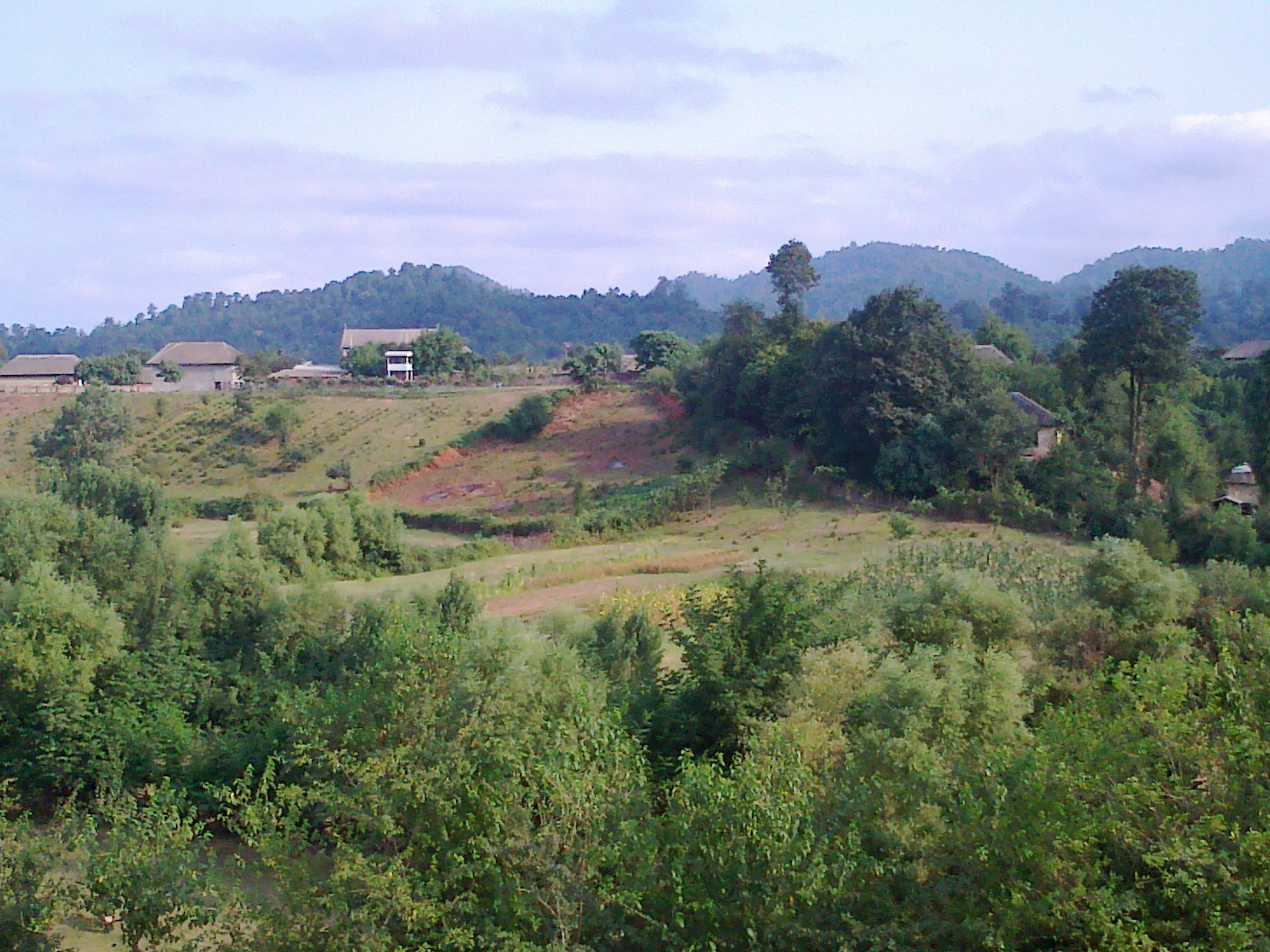
نمایی از هاوزووا

## ریشه واژه
هاوز در زبان تالشی به معنی مکان سرسبز و وو به معنی پسوند مکان است.